# Sigmund Jähn
Sigmund Jähn (Morgenröthe-Rautenkranz, Szászország, 1937. február 13. – Strausberg, 2019. szeptember 21.) NDK-beli űrhajós.

## Életpálya
1958-tól hivatásos repülőtiszt. 1966-tól 1970-ig a Szovjetunióban a Gagarin-repülőakadémia növendéke volt. 1976. november 25-től űrhajóskiképzésben vett részt. 1978-ban  a Szaljut–6 űrállomásra a Szojuz–31, vissza a Szojuz–29 űrhajó kutatójaként a harmadik Interkozmosz-űrrepülés programját teljesítette. Összesen 7 napot, 20 órát és 49 percet töltött a világűrben. Űrhajós pályafutását 1978. szeptember 3-án fejezte be. 1983-ban Potsdamban fizikából – a központ távérzékelés – doktorált. Az NDK űrutazási ügynökségénél, az Aerospace Center (DLR) munkatársa. 1990-től a német újraegyesítés után szabadúszó tanácsadóként dolgozott. 1993-tól 2002-ben nyugállományba helyezéséig az Európai Űrügynökség (ESA) munkatársa.

## Kitüntetései
- 1978-ban megkapta a Szovjetunió Hőse kitüntető címet.
- 2001-ben az 17737 jelű aszteroidát róla nevezték el.

## Külső hivatkozások
- Sigmund Jähn. spacefacts.de. (Hozzáférés: 2012. május 2.)